# Filmmuseum Berlin
Filmmuseum Berlin ligger på Potsdamer Platz i Berlin, og blev åbnet i september 2000. Der viser objekter fra hele den tyske filmhistorie, bl.a. filmplakater, fotografier, kostumer, arkitekturskitser og rekvisitter. Særlig opmærksomhed vies til Marlene Dietrich, hvis betydelige privatsamling museet ejer.
Museet har også et bibliotek med et omfattende tilbud af filmlitteratur og fagtidsskrifter, bl.a. vigtige tidlige tidsskrifter som Der Kinematograph, Lichtbild-Bühne og Film-Kurier.
Sommeren 2006 blev der også åbnet et fjernsynsmuseum i filmmuseet.
Ved siden af sine permanente udstillinger har museet specialudstillinger. I forbindelse med den internationale filmfestival i Berlin arrangeres der hvert år en udstilling med tema knyttet til filmfestivalen.

## Eksterne links
- www.filmmuseum-berlin.de Arkiveret 17. maj 2007 hos  Wayback Machine

52°30′34″N 13°22′23″Ø / 52.5094°N 13.3731°Ø